# پاسکواله گراوینا
پاسکواله گراوینا (انگلیسی: Pasquale Gravina؛ زادهٔ ۱ مهٔ ۱۹۷۰) بازیکن سابق و مدیر ورزشی فعلی والیبال اهل ایتالیا است. گراوینا یکی از بازیکن‌های نسل طلایی چکمه پوشان ایتالیا به شمار می‌رود، او از سال ۱۹۹۰ تا ۲۰۰۲ عضو تیم ملی والیبال ایتالیا بود که توانست مدال نقره المپیک ۱۹۹۶ و مدال برنز المپیک ۲۰۰۰ سیدنی را با دیگر بازیکن‌ها به دست آورد. لو و از سال ۲۰۰۸ تا ۲۰۱۰ مدیر عاملی باشگاه سیسلی ترویزو را بر عهده داشت و در حال حاضر یکی از مدیران شرکت سیسلی است. شش قهرمانی سری آ والیبال ایتالیا و چهار قهرمانی لیگ قهرمانان والیبال اروپا از مهمترین دست‌آوردهای گراوینا در رده باشگاهی به عنوان بازیکن به حساب می‌آید.